# Debrett's Peerage
Le Debrett's Peerage, de son nom complet le Debrett's Peerage and Baronetage, souvent abrégé en « le Debrett's », est un annuaire nobiliaire britannique dont l'origine remonte à 1769.
Son éditeur est la maison Debrett's, qui publie aussi des manuels de savoir-vivre tels que le Debrett's Guide to Entertaining, le Debrett's Etiquette and Modern Manners ou le Debrett's Guide to Correspondence, ainsi que le Debrett's People of Today, qui recense annuellement 25 000 personnalités dans une ligne éditoriale comparable à celle du  Who's Who.

## Histoire
Le nom de Debrett vient de John Debrett (1753-1822), né à Londres, fils de Jean Louis de Bret, un huguenot français exerçant le métier de cuisinier. Après s'être formé chez les libraires-imprimeurs de Piccadilly, John Debrett entra en 1780 chez John Almon, éditeur de The New Peerage depuis 1769. Debrett prit la direction de la maison en 1790 et, à partir de 1802, apposa son nom sur les deux volumes qui constituaient The Correct Peerage of England, Scotland and Ireland.

## LeDebrett'sdans la littérature
Dans La Foire aux vanités, de Thackeray, le personnage de Sir Pitt Crawley a son nom dans le Debrett's, qui est également cité comme une référence par Sherlock Holmes ainsi que dans Le Portrait de Dorian Gray et dans Le Crime de Lord Arthur Savile, d'Oscar Wilde, tout comme chez Saki, George Orwell et P. G. Wodehouse.
Dans Retour à Brideshead, d'Evelyn Waugh, Sebastian dit que de nombreux membres de sa famille figurent dans le Debrett's, qui est aussi mentionné dans Le Tailleur de Panama, de John le Carré.
Les premières lignes de L'Amour dans un climat froid, roman de Nancy Mitford, établissent un parallèle entre le Debrett's et le Burke's Peerage : « Il est indispensable que le lecteur soit, une fois pour toutes, pénétré de l'idée que les Hampton ont toujours été des gens extrêmement puissants et extrêmement riches. Un coup d'œil dans le Burke ou le Debrett suffirait d'ailleurs à l'en convaincre ; mais il est parfois malaisé de se procurer ces ouvrages considérables. [...] Burke et Debrett s'étendent tous deux, avec une complaisance marquée, sur les merveilleuses particularités de cette famille, préservée de toute alliance féminine équivoque. »